# Take Me Out to the Ball Game (película)
Take Me Out to the Ball Game es una película de 1949 protagonizada por Gene Kelly y Frank Sinatra.

## Elenco
- Frank Sinatra como Dennis Ryan.
- Esther Williams como K.C. Higgins
- Gene Kelly como Eddie O'Brien.
- Betty Garrett como Shirley Delwyn.
- Jules Munshin como Nat Goldberg.
- Edward Arnold como Joe Lorgan.
- Richard Lane como Michael Gilhuly.